# Крістіна Сальвадор
Крістіна Сальвадор (ісп. Cristina Salvador, 26 вересня 1991) — іспанська синхронна плавчиня.
Призерка Чемпіонату світу з водних видів спорту 2009, 2011, 2013 років.
Призерка Чемпіонату Європи з водних видів спорту 2014, 2016 років.